# Leather Jackets (album)
Pour les articles homonymes, voir Leather Jackets.
Albums de Elton John
Ice on Fire
(1985) Live in Australia with the Melbourne Symphony Orchestra
(1987)
Singles
1. Heartache All Over the World
Sortie : septembre 1986
2. Slow Rivers
Sortie : novembre 1986

Leather Jackets est le vingtième album studio d'Elton John sorti le 15 octobre 1986.
Considéré par Elton John lui-même comme le moins bon de sa carrière, l'album est éreinté par la critique et peine à s'imposer dans les hit-parades, notamment aux États-Unis où il ne dépasse pas la 91e place du Billboard 200, soit le plus mauvais classement d'un album studio original du chanteur dans ce palmarès,,.
Il est cependant certifié disque d'or au Royaume-Uni et en Nouvelle-Zélande.

## Liste des chansons
Toutes les chansons sont écrites et composées par Bernie Taupin et Elton John, sauf mention.
| 1. | Leather Jackets        |                        | 4:10 |
| 2. | Hoop of Fire           |                        | 4:14 |
| 3. | Don't Trust That Woman | - Cher - Lady Choc Ice | 4:58 |
| 4. | Go It Alone            |                        | 4:26 |
| 5. | Gypsy Heart            |                        | 4:46 |

| 6.  | Slow Rivers (en duo avec Cliff Richard) |                                | 3:13 |
| 7.  | Heartache All Over the World            |                                | 4:01 |
| 8.  | Angeline                                | - John - Taupin - Alan Carvell | 3:56 |
| 9.  | Memory of Love                          | - John - Gary Osborne          | 4:08 |
| 10. | Paris                                   |                                | 4:01 |
| 11. | I Fall Apart                            |                                | 4:00 |

## Musiciens
La numérotation des chansons fait référence aux versions CD et numériques de l'album.
- Elton John – chant, Yamaha GS1 (1, 8), piano acoustique (2–6, 10), piano électrique Roland JX-8P (2, 11), piano MIDI (3), Piano Yamaha CP-80 (11)
- Fred Mandel – programmation du synthétiseur et sequencer (1, 4, 7), Yamaha DX7 (2, 6, 9), Korg DW-8000 (3, 10), Roland JX-8P (4, 11), Roland Jupiter-8 (5, 6, 10, 11), Roland P60 (7, 9), Prophet 2000 (7), Yamaha TX816, Rhodes (10), piano acoustique (11)
- Davey Johnstone – guitare acoustique (1-5, 7, 9), guitare électrique (2-11), chœurs (2, 4, 5, 7-10)
- David Paton – basse (2, 3, 5, 9-11)
- Paul Westwood – basse (6)
- John Deacon – basse (8)
- Gus Dudgeon – programmation de batterie (1), percussions électroniques (1, 4, 7)
- Dave Mattacks – batterie (2, 5)
- Charlie Morgan – batterie (3, 4, 6, 7, 9-11), percussions électroniques (4)
- Roger Taylor – batterie (8)
- Graham Dickson – percussions électroniques (1, 3, 4, 7)
- Frank Ricotti – percussions (2)
- Jody Linscott – percussions (3), tambourin (7)
- James Newton Howard – arrangements de cordes et chef d'orchestre (6)
- Martyn Ford – entrepreneur d'orchestre (6)
- Gavyn Wright – chef d'orchestre (6)
- Alan Carvell – chœurs (2, 4, 5, 7-10)
- Katie Kissoon – chœurs (2)
- Pete Wingfield – chœurs (2)
- Shirley Lewis – chœurs (4, 5, 8-10)
- Gordon Neville – chœurs (4, 5, 7-10)
- Kiki Dee – chœurs (6)
- Cliff Richard – chant  (6)
- Vicki Brown – chœurs (7)
- Albert Boekholt – Emulator voix et échantillons (9)

- Note : Elton John est crédité sous le pseudonyme de Lady Choc Ice pour la composition de Don't Trust That Woman[5].

## Classements hebdomadaires
| Classement (1986)             | Meilleure place |
| ----------------------------- | --------------- |
| Allemagne (Media Control AG)  | 21              |
| Australie (Kent Music Report) | 4               |
| Autriche (Ö3 Austria Top 40)  | 22              |
| Canada (RPM 100 Albums)       | 38              |
| États-Unis (Billboard 200)    | 91              |
| Norvège (VG-lista)            | 12              |
| Nouvelle-Zélande (RIANZ)      | 34              |
| Pays-Bas (Mega Album Top 100) | 34              |
| Royaume-Uni (UK Albums Chart) | 24              |
| Suède (Sverigetopplistan)     | 31              |
| Suisse (Schweizer Hitparade)  | 13              |

## Certifications
| Pays                    | Certification | Unités certifiées |
| ----------------------- | ------------- | ----------------- |
| Nouvelle-Zélande (RMNZ) | Or            | 7 500             |
| Royaume-Uni (BPI)       | Or            | 100 000           |